# Tutti Frutti
"Tutti Frutti" (que en italià significa "totes les fruites") és una cançó escrita per Little Richard i Dorothy LaBostrie, enregistrada el 1955, que va ser el primer gran èxit de Richard. Amb la seva enèrgica tornada, sovint transcrita com a "A-wop-bop-a-loo-mop-a-lop-bam-boom!" (una interpretació verbal d'un patró de bateria que Little Richard havia imaginat), i el seu so contundent i les seves lletres salvatges, es va convertir no només en un model per a moltes futures cançons de Little Richard, sinó també per al mateix rock and roll. La cançó va introduir diverses de les característiques musicals més característiques de la música rock, com ara el seu volum alt, el seu estil vocal potent i el seu compàs i ritme distintius.
El 2007, un panell eclèctic d'artistes discogràfics de renom va classificar "Tutti Frutti" al número 1 de la llista "Els 100 millors discos que van canviar el món" de Mojo i va aclamar la gravació com "el so del naixement del rock and roll". El 2009, el Registre Nacional de Gravacions de la Biblioteca del Congrés dels Estats Units va afegir la gravació al seu registre, afirmant que "la vocalització única sobre el ritme irresistible anunciava una nova era en la música". L'abril de 2012, la revista Rolling Stone va declarar la tornada com "la lletra de rock més inspirada mai enregistrada". Va ser inclòs al Saló de la Fama dels Grammy el 1998.

## Gravació original de Little Richard
Tot i que "Little Richard" Penniman havia gravat per a RCA i Peacock Records des del 1951, els seus discs havien estat relativament poc distingits i no van aconseguir l'èxit comercial que els seus productors esperaven. El febrer de 1955, va enviar una maqueta a Specialty Records, que va ser escoltada pel propietari de Specialty, Art Rupe. Rupe va sentir prometedors resultats a les cintes i va organitzar una sessió d'enregistrament per a Little Richard al J & M Studio de Cosimo Matassa a Nova Orleans el setembre de 1955, amb Robert "Bumps" Blackwell com a productor i la banda de suport de Fats Domino. La banda incloïa Lee Allen i Alvin "Red" Tyler als saxòfons, Huey Smith al piano, Frank Fields al contrabaix, Justin Adams a la guitarra i Earl Palmer a la bateria.
A mesura que avançava la sessió, Little Richard es va frustrar perquè el seu estil d'actuació anàrquic no estava completament capturat en la gravació. Durant un descans per dinar, va començar a colpejar un piano i a cantar una cançó obscena que havia escrit i compost, i que havia estat interpretant en directe durant uns quants anys. Segons alguns relats, va escriure i interpretar la cançó per primera vegada mentre treballava de conserge en una estació d'autobusos. La cançó que cantava era una peça musical que "havia polit en clubs de tot el Sud". Little Richard va cantar:
A-wop-bop-a-loo-mop a-good-Goddam!
Tutti Frutti, good booty
Després d'aquesta animada actuació, Blackwell sabia que la cançó seria un èxit, però va reconèixer que la lletra, amb els seus "modes de joglar i humor sexual", necessitava ser revisada per a la puresa lírica.
Blackwell va contactar amb la compositora local Dorothy LaBostrie per revisar la lletra, amb Little Richard encara tocant amb el seu estil característic. Segons Blackwell, LaBostrie «no entenia de melodia», però sens dubte era una «escriptora prolífica».
La lletra original, en què els versos de "Tutti Frutti" contenien descripcions de sexe anal, era:
 
Tutti Frutti, good booty
If it don't fit, don't force it
You can grease it, make it easy
Aquests van ser substituïts per:
Tutti Frutti, aw rooty
Tutti Frutti, aw rooty.
"Aw rooty" era una expressió d'argot que significava "Tot bé". Segons Charles Connor, el bateria de Little Richard, la lletra original era:
Tutti Frutti, good booty
If it don't fit, it's all right
And if it's grease, it make it easy
A més de Penniman i LaBostrie, un tercer nom, Lubin, apareix com a coescriptor. Algunes fonts consideren que aquest és un pseudònim utilitzat pel propietari del segell discogràfic Specialty, Art Rupe, per reclamar drets d'autor sobre algunes de les cançons del seu segell, però d'altres es refereixen al compositor Joe Lubin.
Com a possible prova que la teoria de la "cançó sexual" es va crear més tard, es va citar el compositor LaBostrie dient: "Little Richard no va escriure res de 'Tutti Frutti'. Us explicaré exactament com vaig arribar a escriure això. Jo vivia al carrer Galvez i a la meva xicota i a mi ens agradava anar a la farmàcia i comprar gelat. Un dia vam entrar i vam veure aquest nou sabor, Tutti Frutti. De seguida vaig pensar: 'Noi, quina gran idea per a una cançó'. Així que ho vaig tenir al cap fins que vaig arribar a l'estudi aquell dia. També vaig escriure la cara B de 'Tutti Frutti', 'I'm Just A Lonely Guy' i una cançó espiritual, 'Blessed Mother', totes el mateix dia". No obstant això, Phil Walden, cofundador de Capricorn Records, va dir que quan era adolescent havia vist Little Richard interpretar una versió "pujada de to" de "Tutti Frutti" abans que es gravés la cançó. LaBostrie encara rebia xecs de drets d'autor de mitjana de 5.000 dòlars cada tres a sis mesos per la cançó a la dècada de 1980.
Blackwell va dir que les restriccions de temps van impedir el desenvolupament d'un nou arranjament, així que Little Richard va gravar la cançó revisada en tres preses, amb una durada d'uns 15 minuts, amb la part de piano original. La cançó va ser enregistrada el 14 de setembre de 1955. Publicat per Specialty 561, el disc va entrar a la llista Billboard Rhythm and Blues a finals de desembre de 1955 i va pujar al número 2 a principis de febrer de 1956. També va arribar al núm. 13 de la llista de cançons populars de Billboard. Al Regne Unit, només va entrar al top 30 el 1957, com a cara B de "Long Tall Sally". La cançó, amb la seva progressió d'acords de blues de dotze compassos, va proporcionar la base de la carrera de Little Richard. Es va veure com una cançó molt agressiva que contenia més trets de la música vernacular afroamericana que qualsevol altra gravació anterior d'aquest estil.
El contracte de Richard amb Peacock havia estat comprat pel propietari de Specialty Records, Art Rupe, que també era propietari de l'editorial que comprava les cançons de Richard. L'acord de Specialty amb Richard va ser el típic dels tractes de la majoria de companyies discogràfiques amb els seus artistes.

### Impacte
Combinant elements de boogie, gospel i blues, la cançó va introduir diverses de les característiques musicals més característiques de la música rock, com ara el seu volum alt i l'estil vocal que emfatitza la potència, i el seu compàs i ritme distintius. El ritme té les seves arrels en el bugui-bugui, però Richard es va apartar del seu ritme de wing i va introduir un nou ritme rock distintiu. Va reforçar el nou ritme de rock amb un enfocament a dues mans, tocant patrons amb la mà dreta, amb el ritme que normalment destacaria en el registre agut del piano. El nou ritme de la cançó es va convertir en la base del ritme estàndard del rock, que més tard va ser consolidat per Chuck Berry.
El 2007, un panell eclèctic d'artistes discogràfics de renom va votar "Tutti Frutti" com el número 1 a la llista "The Top 100 Records That Changed The World" de Mojo, aclamant la gravació com "el so del naixement del rock and roll". El 2009, el Registre Nacional de Gravacions de la Biblioteca del Congrés dels Estats Units va afegir la gravació al seu registre, afirmant que l'èxit, amb la seva introducció original a cappella, anunciava una nova era en la música. La cançó va ser el núm. 43 a la llista de "Les 500 millors cançons de tots els temps" de Rolling Stone. L'abril de 2012, la revista Rolling Stone va declarar que la cançó "encara té la lletra de rock més inspirada de la història". Bob Dylan, escrivint sobre la cançó, va opinar que "Little Richard ja parlava en llengües a través de les ones de ràdio molt abans que ningú sabés què estava passant.".

### La cara B
"I'm Just a Lonely Guy", la balada de la cara B acreditada a LaBostrie-Penniman, poques vegades ha aparegut en àlbums o recopilacions en la seva mescla original, sense doblar, tal com es va sentir al senzill. Una remescla amb veus femenines sobregravades va aparèixer al tercer àlbum de Little Richard, The Fabulous Little Richard.

## Primeres versions
La cançó ha estat versionada per molts músics. Després de l'èxit de Pat Boone amb "Ain't That a Shame", el seu següent senzill va ser "Tutti Frutti", notablement suau respecte a la versió ja reelaborada de Blackwell. La versió de Boone va arribar al núm. 12 a la llista nacional de pop, amb Little Richard's per darrere arribant només al número 21 el febrer de 1956. El mateix Boone va admetre que no volia fer una versió de "Tutti Frutti" perquè "no tenia sentit" per a ell; tanmateix, els productors el van convèncer perquè fes una versió diferent al·legant que el disc generaria atenció i diners. Bob Dylan va dir de la versió de Boone: "De tota la gent que cantava 'Tutti Frutti', Pat Boone era probablement l'únic que sabia de què cantava".

## Versió d'Elvis Presley
Elvis Presley va gravar la cançó i va ser inclosa al seu primer àlbum RCA, Elvis Presley, publicat el 23 de març de 1956. La versió de Presley utilitza "A-wop-bop-a-loo-bop-a-lop-bam-boom!" a cada vers, acabant la frase amb "bam-boom" en comptes de "bom-bom". La versió d'Elvis de "Tutti Frutti" també es va publicar com a part d'un EP de quatre cançons (RCA EPA-747) i com a cara B de "Blue Suede Shoes" (RCA 47–6636), que va arribar al número 20 de la llista Billboard.

## Les versions dels Beatles
Segons l'autor Mark Lewisohn a The Complete Beatles Chronicles (pàg. 365) The Beatles van interpretar "Tutti Frutti" en directe com a mínim des del 1960 fins al 1962 (a Hamburg, Liverpool i altres llocs). Segons sembla, la veu principal sempre va ser Paul McCartney, però es desconeix si la seva versió es basava realment en la d'Elvis o en la de Little Richard. No es coneix cap versió enregistrada que hagi sobreviscut. No obstant això, segons l'autor Allen J. Weiner a The Beatles – The Ultimate Recording Guide (pàg. 225) durant les sessions massives de Get Back es va gravar una versió de "Tutti Frutti". Uns mesos més tard, George Harrison va tocar en una versió en directe que es va gravar a Copenhaguen amb Delaney & Bonnie i Eric Clapton, que va sortir en una versió no autoritzada, tot i que també es va gravar una versió legítima en concert a Anglaterra (i es va publicar el 1970). El 1972, Ringo Starr va tocar la bateria i va produir una versió breu amb Elton John al piano i el cantant de T. Rex, Marc Bolan, a la veu principal. Finalment, a la dècada del 1990, Paul McCartney va fer una prova de so (gravada professionalment) cantant "Tutti Frutti", però no com Elvis o Little Richard, sinó com un Pat Boone extremadament relaxat de 1956 (la versió real de Boone era més animada). La versió de McCartney va sortir en una publicació no autoritzada, Soundcheck Songs Vol. 1.

## Versions de Johnny Hallyday
El 1961, el cantant francès Johnny Hallyday (considerat la versió francesa de Presley) va versionar la cançó en directe per primera vegada durant una actuació al Premier festival international de rock, que es va celebrar al Dôme de Paris el 24 de febrer d'aquell any, i que es considera que va tenir un gran impacte i va ser el veritable llançament del rock and roll a França, on Hallyday va actuar. Dos mesos més tard, el concert de Hallyday al festival seria publicat per Disques Vogue el 5 d'abril com a "Johnny Hallyday et ses fans au festival de rock 'n' roll" ("Johnny Hallyday i els seus fans al festival de rock 'n' roll"), sent el primer àlbum en directe de Hallyday, i la versió en directe de Hallyday de "Tutti Frutti" es publicaria com a únic senzill de l'àlbum nou dies després, sent el primer senzill de Hallyday a incloure una cançó en anglès i una cançó en llengua estrangera a la cara A, així com el seu primer senzill en directe. La versió en directe de Hallyday de 1961 va arribar al número 8 de les llistes franceses i al número 13 de les llistes francobelgues. 14 anys més tard, Hallyday gravaria més tard una versió d'estudi per al seu àlbum d'estudi de 1975 " Rock à Memphis ", però no es va publicar com a senzill ni va entrar a les llistes d'èxits.

## Enregistraments posteriors
Little Richard va tornar a gravar la cançó el 1964 per a Little Richard's Greatest Hits de Vee Jay Records i de nou el 1976 per a una recopilació de K-tel titulada Little Richard Live. Queen va tocar la cançó en directe al seu Magic Tour el 1986, i apareix als seus enregistraments en directe Live at Wembley '86 i Hungarian Rhapsody.